# Argentine-Tonga en rugby à XV
Cet article présente l'historique des confrontations entre l'équipe d'Argentine et l'équipe des Tonga en rugby à XV. Les deux équipes se sont affrontées deux fois, lors de la Coupe du monde 2015 et 2019. Les Argentins l'ont emporté à chaque fois.

## Confrontations
| No | Date              | Lieu                                        | Match             | Score   | Compétition              |
| -- | ----------------- | ------------------------------------------- | ----------------- | ------- | ------------------------ |
| 1  | 4 octobre 2015    | King Power Stadium, Leicester, Angleterre   | Argentine – Tonga | 45 – 16 | Coupe du monde (poule C) |
| 2  | 28 septembre 2019 | Hanazono Rugby Stadium, Higashiōsaka, Japon | Argentine – Tonga | 28 – 12 | Coupe du monde (poule C) |